# Sebastiano Castagneri
Sebastiano Castagneri war ein italienischer Hersteller von Automobilen.

## Unternehmensgeschichte
Sebastiano Castagneri gründete 1900 in Alessandria das Unternehmen zur Produktion von Automobilen. Der Markenname lautete Folgore. 1902 endete die Produktion.

## Fahrzeuge
Das einzige Modell war eine Voiturette, also ein Kleinwagen. Für den Antrieb sorgte ein Motor mit 1,75 PS Leistung.